# Дихотомия (апория)
Дихотомия — одна из апорий Зенона Элейского, утверждающая логическую противоречивость математической модели движения.

## Формулировка
Самая ранняя формулировка данной апории приведена в «Физике» Аристотеля. Название «Дихотомия» (по-гречески: деление пополам) дано Аристотелем там же.

[Идея Зенона] состоит в том, что нет никакого движения, потому что то, что сдвинулось, должно дойти до половины прежде, чем дойти до конца

Современная формулировка:

Чтобы преодолеть путь, нужно сначала преодолеть половину пути, а чтобы преодолеть половину пути, нужно сначала преодолеть половину половины, и так до бесконечности. Поэтому движение никогда не начнётся. 

Апория «Дихотомия» — парная по отношению к апории «Ахиллес и черепаха», которая, наоборот, доказывает, что движение никогда не закончится.
Апория «Дихотомия» напоминает следующий парадоксальный афоризм, приписываемый ведущему представителю древнекитайской «школы имён» (мин цзя) Гунсунь Луну (середина IV века до н. э. — середина III века до н. э.):

«Если от палки [длиной] в один чи ежедневно отнимать половину, это не завершится и через 10 000 поколений».

## Разрешение апории
Одно из возможных объяснений парадокса: ложность представления о бесконечной делимости расстояния и времени. См. подробнее Апории Зенона (Современная трактовка).

## В литературе и искусстве
Апория «Дихотомия» лежит в основе сюжета фантастического рассказа Филипа Дика «О неутомимой лягушке».